# كامل البديري
كامل البديري كان صحفي وسياسي فلسطيني وأحد زعماء المقاومة العربية للاستعمار البريطاني في فلسطين. وُلد في مدينة القدس بفلسطين عام 1882، وأغتيل في منطقة وادي رم بجنوب الأردن عام 1923.

## حياته
وُلد محمد كامل بن وهبة الشافعي المقدسي البديري في مدينة القدس بفلسطين عام 1882 لعائلة ذات أصول مغربية حيث جاء جده الأكبر محمد بن بدير بن محمد بن محمود بن حبيش الشافعي المقدسي من المغرب لأداء فريضة الحج، ثم استقر في القدس حتى توفي فيها عام 1202هـ الموافق لعام 1787م. أنهى كامل البديري دراسته الإعدادية في القدس، ثم انتقل إلى اسطنبول ليلتحق بالدراسة في مدرسة الأستانة السلطانية، ولكنه عاد مرة أخرى إلى القدس عقب وفاة والده، ثم تزوج من فطومة بنت أحمد بدوي الخالدي في 5 يونيو (حزيران) عام 1917.

## مسيرته
عينت الحكومة العثمانية كامل البديري حاكما لبلدة عبوين التابعة لقضاء رام الله، ثم عينته حاكما لبلدة عوجا الحفير الواقعة غرب مدينة بئر السبع قرب الحدود المصرية. وخلال الحرب العالمية الأولى عُين كامل البديري مفوضًا للحكم التركي على مدينة الرملة. ولكن بعد أن احتل البريطانيين مدينة الرملة في 15 نوفمبر (تشرين الثاني) عام 1917 اعتقلت السلطات البريطانية كامل البديري ونفي إلى مدينة الزقازيق في مصر لأكثر من تسعة أشهر بعدما رفض التعاون مع البريطانيين لإحكام سيطرتهم على المدينة. ظل كامل البديري في السجن في مصر إلى أن أطلق سراحه في أواخر يونيو (حزيان) 1918.
انخرط كامل البديري في الحركة الوطنية وحركات المقاومة العربية في فلسطين عقب خروجه من السجن. وشهدت الفترة ما بين عامي 1918-1922 صعودًا للحركة القومية العربية في عدة مدن فلسطينية كان من بينها القدس ويافا وحيفا وعكا ونابلس، وخلال هذه السنوات انضم كامل البديري إلى صفوف الحركة القومية العربية ودعا إلى ضم فلسطين إلى المملكة العربية تحت قيادة الشريف حسين، كما شارك في تأسيس النادي العربي بالقدس في عام 1919 برفقة كل من أمين الحسيني وشقيقه فخري الحسيني وإسحاق درويش وإبراهيم درويش وجمال الحسيني، عارف العارف، والشيخ حسن أبو السعود، وساهم في تحرير جريدة سورية الجنوبية التي أصدرتها الحركة الوطنية الفلسطينية في 8 سبتمبر (أيلول) عام 1919. كان كامل البديري أيضًا واحدا من مؤسسي المؤتمر العربي الفلسطيني الأول، والذي دافع عن حقوق الشعوب العربية في الاستقلال عن الاستعمار البريطاني والفرنسي. وفي أكتوبر (تشرين الأول) عام 1921، أسس كامل البديري صحيفة الصباح لتكون الصحيفة الناطقة بلسان المؤتمر العربي الفلسطيني، وقد ظلت صحيفة الصباح تصدر حتى اغتياله في عام 1923، ثم خلفه في رئاسة تحرير صحيفة الصباح يوسف ياسين ثم هاني أبو مصلح.

## اغتياله
في ديسمبر (كانون الثاني) عام 1923 غادر كامل البديري القدس متجها إلى شرق الأردن للقاء أمراء نجد وعلى رأسهم الأمير عبد الله بن الشريف حسين وإطلاعهم على آخر التطورات في القدس أملا في توحيد المواقف بشأن رفض وعد بلفور والزحف الصهيوني لفلسطين بنية إنشاء دولة يهودية في فلسطين، وكان يحمل معه صورًا للمسجد الأقصى وقبة الصخرة التي وضعت على قبتها البرونزية نجمة داود آنذاك. كان كامل البديري قد استعان بمرشد بدوي من قبيلة الحويطات لمرافقته في رحلته عبر الصحاري الأردنية إلى نجد، عندما قتل، ولم يتم الكشف حتى الآن عن هوية القتلة. يعتقد البعض أن عملية اغتيال كامل البديري حدثت كجزء من الصراع القبلي بين الهاشميين والسعوديين خلال الثورة العربية، على حين يرى الدكتور خليل البديري ابن عم كامل البديري أنه قُتل جراء مؤامرة دبرتها سلطة الانتداب البريطاني بالاتفاق مع الأمير عبدالله ابن الشريف حسين.